# Diop Sy
Pour les articles homonymes, voir Demba Diop et stade Demba-Diop.
Demba Diop, plus connu sous le nom de Diop Sy, est un homme politique sénégalais, député de l'Assemblée nationale sénégalaise, ancien adjoint à la mairie de Dakar et entrepreneur.
Actuel maire de la ville sainte de Tivaouane.

## Vie politique
Originaire de Dakar Plateau, Diop Sy fait ses premiers pas en politique en militant au RND (Rassemblement National Démocratique) aux côtés de Cheikh Anta Diop. En 1978, il adhère au Parti socialiste et participe à tous les combats politiques de Lamine Diack, ancien maire de Dakar et grand ami de son père. Il reste membre actif du parti socialiste jusqu'en 1986. Après cette première expérience politique, Diop Sy se consacre à ses années d'études supérieures et décroche un diplôme d'expertise comptable. C'est seulement en 1996, qu'il fait sa réapparition sur la scène politique sénégalaise aux côtés de Abdoulaye Matar Diop, maire du Plateau, et Mamadou Diop, maire de Dakar. En 1998, il quitte le Parti socialiste et rejoint le Parti Démocratique Sénégalais (PDS) de Abdoulaye Wade. En 2004, il soutient Pape Diop candidat de la mouvance Abdoulaye Wade qui remporte la mairie de Dakar. À cette époque, il devient adjoint à la mairie pour la circonscription Dakar-Plateau jusqu'en 2009.
Diop Sy reste membre du PDS jusqu'à la défaite de Abdoulaye Wade, aux élections présidentielles. En 2012, les membres du Parti de la Convergence Patriotique pour la Justice et l'Équité (CPJE), anciens étudiants de l'Université Cheikh Anta Diop de Dakar, l'invitent à rejoindre la tête de liste de leur parti pour les élections législatives. Il réaffirme son indépendance vis-à-vis du PDS et s'impose en gagnant ces élections en tant que candidat CPJE.
En 2017, Demba Diop Sy est à nouveau élu député CPJE. Des élections qui lui valent la sympathie de nombreux jeunes sénégalais très actifs sur les réseaux sociaux, qui se prêtent au jeu de la caricature de son affiche de campagne. Le CPJE ne fait partie d'aucune coalition politique. En 2017, lors de sa réélection, Diop Sy n'hésite pas à pointer du doigt l'organisation des législatives.

## Entrepreneur
Après des débuts dans le secteur de la distribution alimentaire et de la restauration universitaire, Diop Sy fonde en 1996 la société Urbaine des Entreprises (UDE), une société spécialisée dans la construction, les travaux Publics et la collecte des déchets. L'entreprise UDE est régulièrement citée par médias et les adversaires politiques de Diop SY qui relatent des conflits d'intérêts. En 2020, pendant la crise sanitaire du Covid-19, l'entreprise est accusée d'avoir remporté le marché du transport de l'aide alimentaire dans des conditions controversées.

## Famille
Demba Diop Sy est originaire de Dakar, il grandit à Rebeuss, un quartier populaire du centre-ville. Issu d'une famille pratiquante musulmane, il devient fervent disciple de la Tijaniyya et proche de Mansour Sy, petit-fils de El Hadj Malick Sy. Il tisse des liens très fort avec le Khalife de la confrérie Tidjane du Sénégal qui jusqu'à sa mort le considéra comme  son propre fils. Le patronyme Diop Sy  vient de ce lien particulier avec Serigne Mouhamadoul Mansour Sy Borom Daara Ji qui lui-même l'appelait par ce nom.